# 巴爾姆維爾 (紐約州)
巴爾姆維爾（英語：Balmville）是位於美國紐約州奧蘭治縣的普查規定居民點。

## 人口
根據2020年美國人口普查的數據，巴爾姆維爾的面積為5.50平方千米，當中陸地面積為5.48平方千米，而水域面積為0.01平方千米。當地共有人口3197人，而人口密度為每平方千米581.27人。